# Narcisse (mythologie)
Pour les articles homonymes, voir Narcisse.
Dans la mythologie grecque, Narcisse (en grec ancien Νάρκισσος / Nárkissos, dérivant peut-être de narkê, « sommeil ») est un chasseur originaire de Thespies, en Béotie. Il est le fils de la nymphe Liriope et du dieu fleuve Céphise (ou d'Endymion, selon certaine version). Narcisse est doté d'une grande beauté ce qui lui vaut d'avoir tous les hommes et femmes à ses pieds.

## Sources historiques et épigraphiques

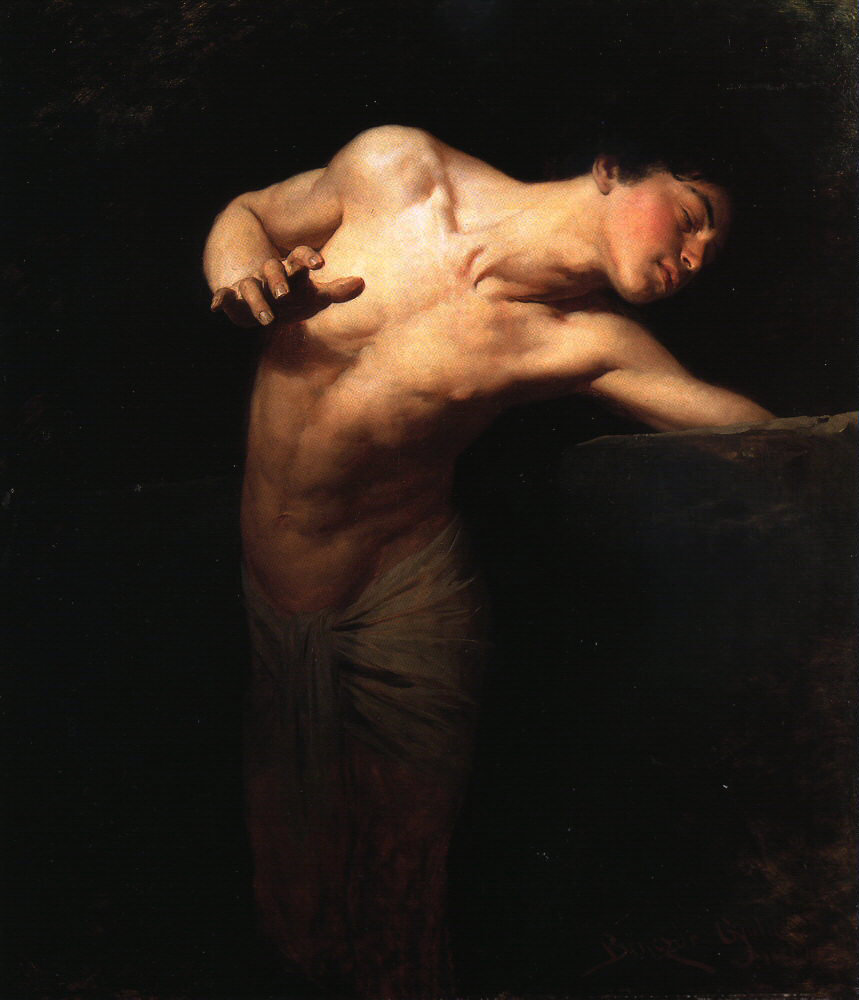
Narcisse, par Gyula Benczúr, 1881.

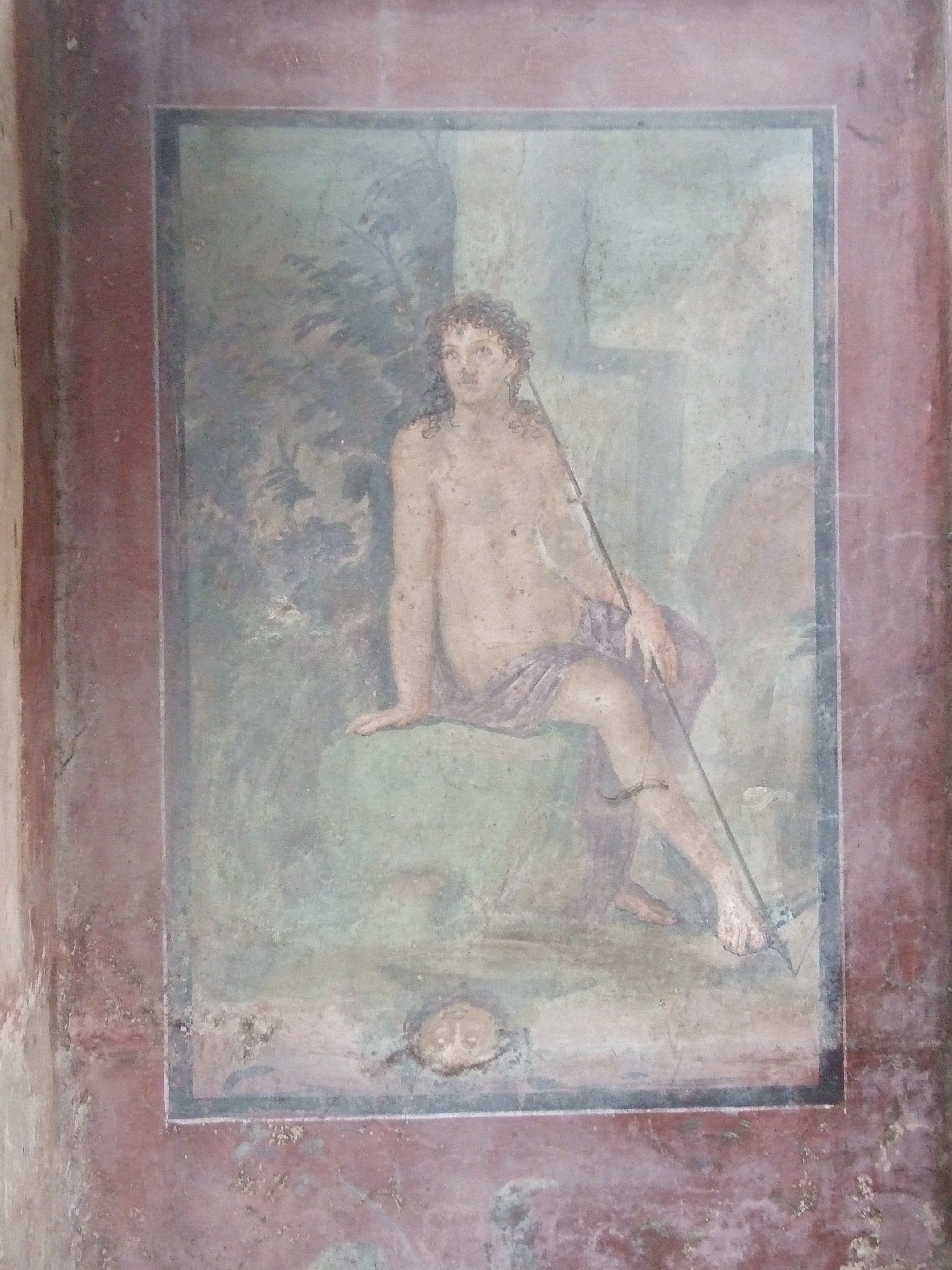
Narcisse, fresque à Pompéi.

L'histoire la plus détaillée est rapportée dans le Livre III des Métamorphoses d'Ovide. Il s'est inspiré d'auteurs grecs de l'époque alexandrine tels que le poète Parthénios de Nicée, auquel on attribue une version de Narcisse composée vers 50 av. J.-C. (version redécouverte dans les papyri d'Oxyrhynque à Oxford en 2004), cette version se terminant, à la différence de l'auteur latin, par le suicide du chasseur. Une version contemporaine d'Ovide est due au grammairien grec Conon dont l’œuvre non conservée est résumée dans la Bibliothèque de Photios au IXe siècle. Une version rationalisante paraît dans un court récit du géographe grec Pausanias le Périégète dans le livre IX sur la Béotie de Description de la Grèce au IIe siècle : Narcisse y est amoureux de sa sœur jumelle, morte trop tôt. Pausanias suggère que le mythe provient déjà d'une longue tradition orale. Cette tradition est attestée par la fleur narcisse qui a donné son nom au chasseur grec et dont le nom existe bien avant les récits du héros homonyme à l'époque alexandrine.
Ovide place le mythe de Narcisse dans un cycle épique autour de la cité de Thèbes aux côtés d'Œdipe dont la figure manque chez l'auteur latin. Certains chercheurs pensent qu'il s'agit d'un choix délibéré d'Ovide qui, au lieu de reprendre les traditions orales thébaines sur Œdipe, a substitué Narcisse au personnage œdipien. Narcisse a un succès immédiat dans les arts figuratifs romains, notamment dans de nombreuses fresques pompéiennes.
En faisant des recherches épigraphiques, l'helléniste Denis Knoepfler a retrouvé deux inscriptions sur un culte possible de Narcisse (la plus ancienne date du IIIe siècle av. J.-C.) remontant vraisemblablement « à l’âge du bronze finissant ». Il émet l'hypothèse que Narcisse est originaire non de la Béotie mais de la tribu Narkittis dans l'île d'Eubée. Le géographe grec Strabon mentionne dans la région d’Oropos le mnêma, tombeau de Narcisse l'Érétrien, appelé aussi le Silencieux ou le Silenciaire. L'helléniste Denis Knoepfler date ce tombeau des alentours de -600, date à laquelle Oropos était une possession d'Érétrie. Enfin, le Pseudo-Probus, dans un commentaire des Bucoliques de Virgile, précise que Narcisse est le fils d’Amarynthus, « veneur d’Artémis qui fut un Érétrien originaire de l’île d’Eubée ». Le culte de Narcisse, chasseur de l'entourage d'Artémis, serait ainsi né en Eubée à l'époque archaïque et aurait transité par Oropos pour s'établir à Thespies, cité rivale de Thèbes proche du mont Hélicon, lieu de retraite des Muses qui inspira de nombreux poètes grecs. Le mythe, à l'instar de l'enseignement d'Apollon à Hyacinthe, serait ainsi la formation du jeune éphèbe Narcisse par Artémis à devenir un citoyen accompli.

## Version du mythe selon Ovide
À sa naissance, le devin Tirésias, à qui l'on demande si l'enfant atteindrait un âge avancé, répond : « Il l'atteindra s'il ne se connaît pas. » Il se révèle être, en grandissant, d'une beauté exceptionnelle mais d'un caractère très fier : il repousse de nombreux prétendants et prétendantes amoureux de lui, dont la nymphe Écho. Une de ses victimes éconduites en appelle au ciel. Elle est entendue par la déesse de Rhamnusie — autre nom de Némésis — qui l'exauce. Un jour, alors qu'il s'abreuve à une source après une rude journée de chasse, Narcisse voit son reflet dans l'eau et en tombe amoureux. Il reste alors de longs jours à se contempler et à désespérer de ne jamais pouvoir rattraper sa propre image. Tandis qu'il dépérit, Écho, bien qu'elle n'ait pas pardonné à Narcisse, souffre avec lui ; elle répète, en écho à sa voix : « Hélas ! Hélas ! ». Narcisse finit par mourir de cette passion qu'il ne peut assouvir. Même après sa mort, il cherche à distinguer ses traits dans les eaux du Styx. Il est pleuré par ses sœurs les naïades. À l'endroit où l'on retire son corps, on découvre des fleurs blanches : ce sont les fleurs qui aujourd'hui portent le nom de narcisses.

## Autres versions
Narcisse était originaire de Thespies, en Béotie, cité située entre Thèbes et le mont Hélicon ; il était le fils de la nymphe Liriopé. Le devin Tirésias prévint Liriope que Narcisse vivrait très vieux à condition qu'il ne voie jamais son image. Narcisse était insensible à l'amour. Il envoya à Ameinias, le plus fidèle de ses soupirants, une épée avec laquelle ce dernier se tua de désespoir devant la porte de Narcisse. Au moment de mourir, il appela sur Narcisse le courroux des dieux. Il fut entendu : un jour, Narcisse vit son reflet dans l'eau claire d'une source, et il tomba amoureux de sa propre image. Face à cette passion sans espoir, il préféra se suicider. Comme il se plongeait un poignard dans la poitrine, son sang s'écoula dans la terre et ainsi naquit un narcisse blanc à corolle rouge.
Selon une autre version, rapportée par Pausanias, Narcisse avait une sœur jumelle qu'il aimait beaucoup ; quand la jeune fille mourut, il se rendit tous les jours près d'une source pour y retrouver son image en se regardant lui-même dans l'eau limpide. Il se consolait en retrouvant dans son reflet les traits de sa sœur. Cette version est une tentative d'interprétation rationaliste de ce mythe. Pausanias ajoute que la fleur nommée narcisse portait ce nom avant cette histoire : le poète athénien Pamphos, évoquant l’enlèvement de Perséphone, parle de narcisses, et selon sa version, la métamorphose de Narcisse ne fait pas partie de sa légende.

## Postérité

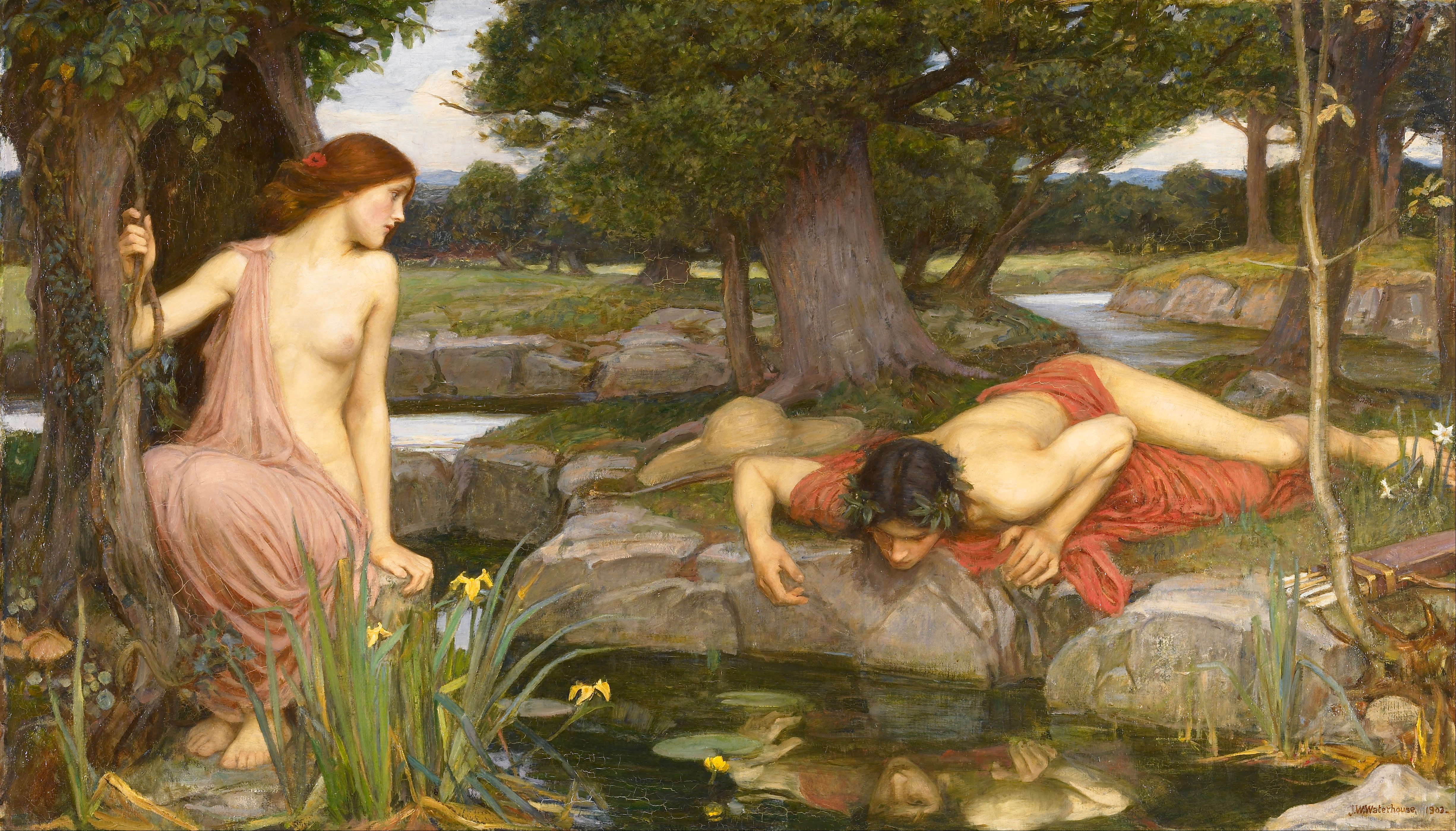
Écho et Narcisse
(John William Waterhouse, 1903, Walker Art Gallery, Liverpool).

Des anthroponymes  de Narcisse (Narkissos, Narcissus) apparaissent dès la fin du Ier siècle av. J.-C. Une statuette de Tanagra du IIIe siècle av. J.-C. est parfois interprétée comme un Narcisse. Le mythe inspire des auteurs médiévaux comme Boccace ou Maximus Planudes.
Le narcissisme est également défini en psychanalyse.

### Interprétations
Dans le langage courant, en reprenant la thèse freudienne, on dit d'une personne qui s'aime à outrance qu'elle est narcissique. L'histoire de Narcisse est ainsi généralement considérée comme une leçon à l'intention des gens qui s'admirent trop. « Cette légende admirable rend sensible la stérilité d'un amour qui tourne autour de soi, la stérilité d'une connaissance qui est un repliement sur soi. » 

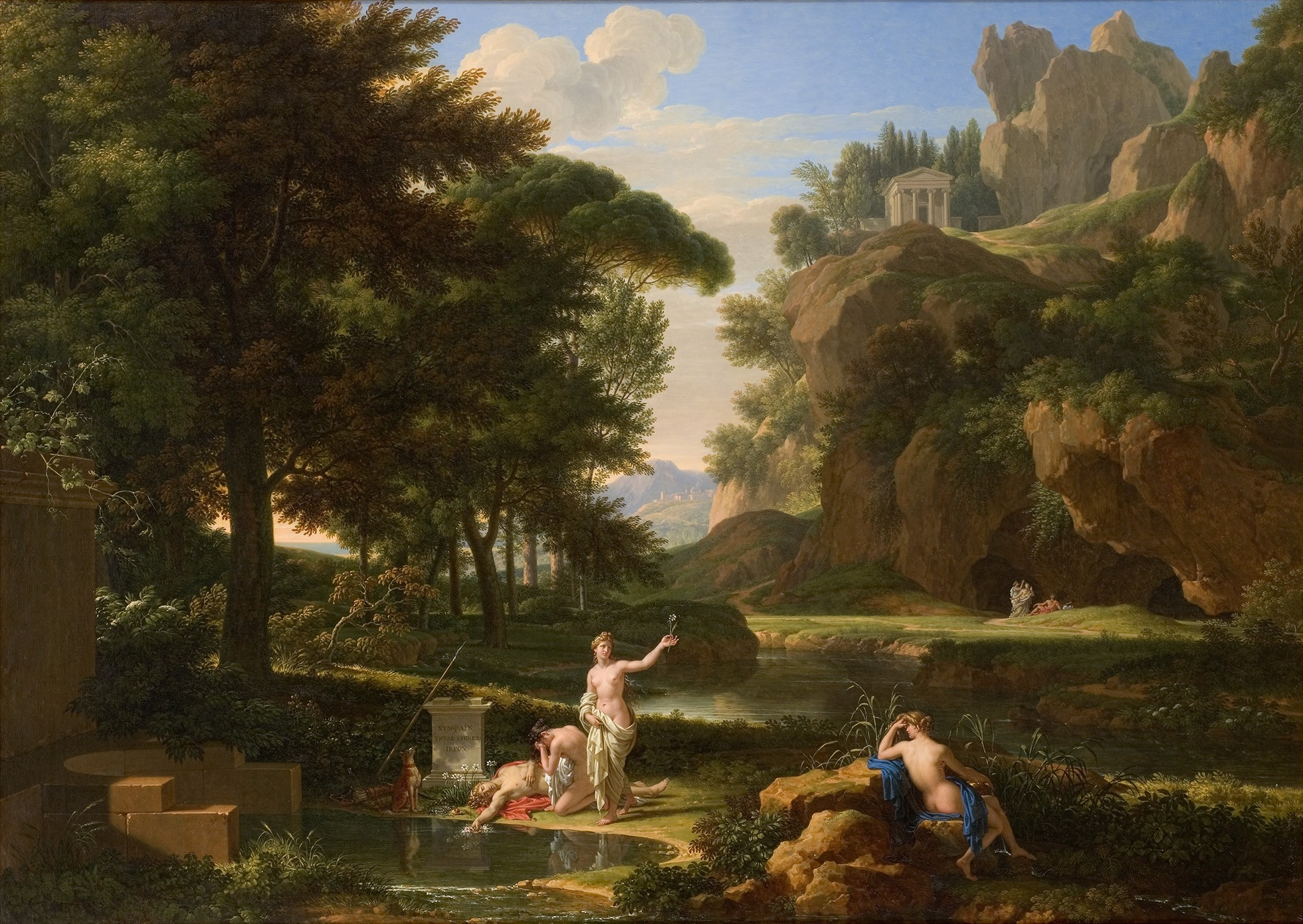
La mort de Narcisse, paysage historique (François-Xavier Fabre, 1814, musée Fabre, Montpellier).

Le psychothérapeute Thomas Moore, à partir de la version d'Ovide, apporte une dimension nouvelle à l'interprétation du mythe. Il fait valoir que Narcisse est préoccupé de sa beauté mais n'en est pas pleinement conscient et cherche toujours, pour cette raison, à se faire valoir auprès des autres sans être capable de s'engager dans une relation. « En d'autres termes, en elle-même, la manifestation d'amour-propre narcissique indique l'incapacité de s'aimer soi-même. » Sa rencontre avec la nymphe Écho, qui ne peut que lui renvoyer ses propres paroles et devant laquelle il recule, illustre le vide et la stérilité de ce rapport au monde. C'est lorsque Narcisse découvre, en se mirant dans la source, qu'il est vraiment beau, qu'il réussira à s'aimer lui-même plutôt que de chercher la reconnaissance à l'extérieur. Advient alors une transformation profonde, symbolisée par sa mort et sa transformation en fleur (mort de l'égo, épanouissement du Soi).
Le philosophe Fabrice Midal, quant à lui, dénonce vigoureusement l'interprétation courante du mythe, qu'il considère être une trahison du texte d'Ovide. Selon lui, la nécessité de s’aimer a été progressivement condamnée par l’injonction des sociétés occidentales contemporaines à s’oublier et rationaliser son temps d’existence pour produire davantage. Le personnage de Narcisse nous invite au contraire à prendre le temps de regarder à l’intérieur de nous, pour chercher, à travers la beauté, le sens profond de notre existence.
Jacqueline Kelen développe une analyse similaire à celle de Fabrice Midal.
Herbert Marcuse opère un rapprochement entre Orphée et Narcisse dans Éros et civilisation (chapitre VIII).

### Évocations artistiques

Narcisse - Marcel Briguiboul - Musée Goya.

- Narcisse, une fresque murale de Pompéi (ci-avant).
- Narcisse, une toile attribuée au Caravage (1597-1599, supra en infobox).
- Echo et Narcisse, une toile de Nicolas Poussin, (1629-1630).
- Liriopé présentant Narcisse à Tirésias, un tableau de Giulio Carpioni (vers 1660).
- Narcisse regardant son reflet dans l'eau d'une fontaine, une huile sur bois d'un décorateur anonyme (vers 1660)[13].
- La mort de Narcisse, paysage historique, une toile de François-Xavier Fabre (1814, supra)[14].
- Narcisse, une toile du peintre Hongrois Gyula Benczúr (1881, supra).
- Echo et Narcisse, une toile de John William Waterhouse (1903, supra).
- Métamorphose de Narcisse, un tableau de Salvador Dalí (1937).
- Narcisse, no 5 des Six métamorphoses d'après Ovide pour hautbois seul de Benjamin Britten (1951).
- Pink Narcissus, un film de James Bidgood (1971).
- Narcisse, une toile de Pierre et Gilles (2012), ayant eu pour modèle un certain Matthieu Charneau.
- Plusieurs poèmes de Paul Valéry évoquent la figure de Narcisse : « Narcisse parle » (1891), « Fragments du Narcisse » (1919-1922), « Cantate du Narcisse » (1938)[15].
- La sculpture monumentale Elogi de l'Aigua (en français : Eloge de l'Eau, 1987), d'Eduardo Chillida, située dans le parc de la Creueta del Coll à Barcelone, s'inspire du mythe de Narcisse[16].